# 고재일
고재일(高在一, 1929년 9월 9일 ~ 2022년 9월 29일)은 제주시 애월읍 광령리에서 출생한 대한민국의 군인, 공무원, 정치인이다.

## 학력
- 1951년 육군사관학교 10기 졸업
- 1952년 육군보병학교 5기 졸업
- 1953년 육군기갑학교 10기 졸업
- 1963년 대한민국 육군대학 졸업
- 1965년 국방대학교 행정학사
- 1968년 성균관대학교 행정대학원 행정학 석사

## 약력
- 1951년 육사 10기로 육군 소위 임관.
- 1969년 육군 대령 시절 베트남 전쟁에 1년간 참전.
- 1970년 베트남 전쟁 참전을 마치고 대한민국에 귀국.
- 1971년 육군 준장 진급.
- 1972년 육군 준장 예편.
- 1973년 국세청 청장.
- 1978년 국세청 청장 직위 퇴임 이후 건설부 장관 취임.
- 1979년 건설부 장관 직위 퇴임.
- 1981년 국방부 특임고문.
- 1984년 국방부 특임고문 직위 퇴임.

| 전임 오정근 | 제4대 국세청장 1973년 3월 9일 ~ 1978년 12월 22일 | 후임 김수학 |